# جوزيف ألارد (معلم موسيقى)
جوزيف ألارد (بالإنجليزية: Joseph Allard)‏ هو عازف جاز أمريكي، ولد في 31 ديسمبر 1910، وتوفي في 3 مايو 1991.

## وصلات خارجية
- جوزيف ألارد على موقع ميوزك برينز (الإنجليزية)